# 우에하라 이치카
우에하라 이치카(1992년 10월 28일 ~ )는 대한민국의 가수, 배우, MC다. 2017년 연극 《黒子のバスケ OVER-DRIVE》로 데뷔했다.

## 방송
- 돌멘 X (2018) 출연
- KBOYS (2018) - 서도상 역
- 하나비 (2019) - 켄지 역
- 창조영 2021 (2021) - 35위
- 뚝딱이의 역습 (2022) - 최종우승
- 보이즈 플래닛 (2023) - 75위
- K-KON (2023)(2025)

## 영화
- 모미의 집 (2020) - 출연

## 공연
- 쿠로코의 농구 OVER-DRIVE (2017) -
- 샤프 (2018) - 코지마/신지 역
- 쿠로코의 농구 ULTIMATE-BLAZE (2019) - 미야지 키요시 역

## 음반
- KBOYS (2018) 주연
- 我们一起闯 (2021)
- Chuang To-Gather, Go! (2021)
- 日落海边与樱花树下 (2021)
- 브라운 아이즈 윤건 하루에도 열 두번 리메이크 발매 (2024)